# Paquito Guzmán
Frank Guzmán Géigel (San Juan, 20 de noviembre de 1939-Toa Baja, Puerto Rico, 9 de diciembre de 2021) fue un cantante puertorriqueño y uno de los máximos exponentes mundiales de la salsa romántica. A lo largo de su extensa carrera grabó más de una veintena de discos, gozando de un gran éxito en toda Hispanoamérica.

## Vida

### Primeros años
Frank Guzmán Géigel nació el 20 de noviembre de 1939 en el Hospital Presbiteriano de San Juan. Pasó su infancia en la calle del Tren de Cataño, en el corazón urbano de la ciudad. Desde pequeño reconoció a Cheíto González como su principal referente e influencia musical. Junto a su amor por el bolero, en su adolescencia fue cultivando un gusto especial por la música de Rafael Cortijo y su Combo así como por el son montuno.
Con 18 años de edad Paquito tuvo su primera experiencia profesional en el mundo de la música al participar en el programa de televisión "La piña de los teenagers", producido por Tommy Muñiz para el Canal 4. Pocos años después, el cantante pasó a participar en "Teenagers Parade", también en el Canal 4. Ambas experiencias, en las que destacó por sus interpretaciones musicales con tríos, le permitieron acercarse al ambiente musical puertorriqueño y a conocer a otras figuras jóvenes que, al igual que él, más tarde despuntarían sobre los escenarios.

### En Nueva York
Cerca de cumplir los 20 años de edad, en 1959, decide emigrar a la ciudad de Nueva York con el objetivo de conseguir un trío de voces y guitarras con el que cantar. De este modo, Paquito se mudó a la casa de un primo hermano suyo en la avenida Fulton, en el Bronx. En la Gran Manzana conocería a Johnny Montañez, comerciante puertorriqueño y dueño de una tienda de discos en Clermont Parkway y Tercera Avenida, quien le dio trabajo y le propuso grabar un disco de 45 rpm.
Con tal idea en mente, localizó a los miembros del trío Los Originales para que lo acompañaran en varios cortes del disco, en lo que sería su primera cita en un estudio. Junto al trío grabó seis temas en tres álbumes, aunque sólo se llegó a publicar uno, en 1960, que incluía el vals "Yolanda" y el bolero "Mi martirio",...
inspirado en la obra del compositor también puertorriqueño Rafael Monge.
A pesar de no tener éxito en un principio, en el transcurso de 1960 surgió la primera gran oportunidad musical de su vida, al ser invitado a formar parte del Conjunto Cachana de Joe Quijano. La experiencia junto al Conjunto Cachana situó al cantante entre las figuras más prominentes del ambiente musical caribeño de Nueva York.
Eran los años de esplendor de la pachanga, un baile que entró con fuerza en el ambiente musical neoyorquino a principios de los años 60 y que tuvo en Joe Quijano a uno de sus máximos exponentes, con una agrupación que incluía a músicos de primer orden como Bobby Valentín (trompeta), Hermán González (trompeta), Bobby Nelson (flauta), Pedro Pérez (piano), Lidy Figueroa (bajo), Luis Goigochea (conga) y Chiqui Pérez (timbal).
De esa manera, logró en 1960 su primer trabajo discográfico de la mano de Joe Quijano para el sello Spanoramic con el título A Cataño. Ese mismo año también produjo Volví a Cataño. En ambos álbumes el cantante destacó por sus interpretaciones de pachanga, boleros y guarachas.
Sus próximas producciones con Joe Quijano fueron Mr. Pachanga en Changa (1960), La pachanga se baila así (1961), Everything Latin (1962), Dance to the Bossa Nova, the Mambo, the Cha Cha Cha (1962) y The World's Most Exciting Latin American Orquestra and Revue (1962). En 1962, Paquito Guzmán optó por abandonar el Conjunto Cachana, a pesar del éxito que había alcanzado, siendo sustituido en el grupo por Chaguito Montalvo y Willie Torres.

### Regreso a Puerto Rico
Tras haber obtenido una valiosa experiencia en una de las mejores orquestas de Nueva York, en pleno auge de la pachanga, Paquito Guzmán regresó a su Puerto Rico natal a finales del año 1962 movido por una oferta para cantar con la orquesta de Mario Ortiz. Sin embargo, esa opción laboral no se concretó de inmediato y el cantante recibió la invitación para formar parte del trío Los Primos junto a Rafael Scharrón y Tatín Vale, en sustitución de Julito Rodríguez. Permaneció nueve meses como parte del trío, sin llegar a realizar grabación alguna.
Paquito Guzmán concluyó su paso con Los Primos tras recibir una propuesta del maestro Tommy Olivencia, quien lo invitó a ingresar en su orquesta, reemplazando al cantante Luis Lebrón. La invitación se produjo justo cuando la agrupación había sido contratada por un programa de la emisora de radio WKAQ. En ese momento, la orquesta de Olivencia, que se había concentrado hasta entonces en la interpretación de los éxitos de la Sonora Matancera y Rafael Cortijo, comenzó a exponer una propuesta musical propia, estableciendo un sello de identidad sonora que se acabaría convirtiendo en su fórmula del éxito, contando con Paquito Guzmán y Chamaco Ramírez como vocalistas.
La primera producción discográfica de la orquesta fue Trucutú, publicada en 1963 por el sello Tioly, incluyendo los temas "La Comay", "Este guaguancó", "No molestes más", "Tommy's Special", "Casabe con longaniza", "Oye mi consejo", "Busca otro amor", "Lloré por ti", "Mi Puerto Rico", "La vecina del lado" y "Trucutú". La carrera artística de Paquito Guzmán con la banda de Tommy Olivencia comenzó en breve a dar frutos, hasta el punto de que en poco tiempo se convirtieron en una de las bandas favoritas del público. Los éxitos continuaron con la publicación del álbum Jala-jala y guaguancó, de 1965, un proyecto concentrado en la interpretación de boogaloos, calipsos, guaguancós, guarachas y boleros que, como el anterior disco, brilló por la excelente combinación vocal que producía el dúo formado por Chamaco Ramírez y Paquito Guzmán.
En 1967 se publica La nueva sensación musical de Puerto Rico, primer trabajo de Paquito y compañía con el sello Inca. Dos años después, en 1969, llegó Fire–fire, el cual es considerado la consagración musical de la orquesta al ser el trabajo con más ventas del momento y su puerta al éxito internacional, recibiendo invitaciones para tocar en países como Panamá, Perú y Colombia.
En 1971, ya convertido en toda una personalidad artística de relevancia nacional, Paquito Guzmán alcanzó el momento más brillante de su carrera con la publicación del álbum A toda máquina, el cual incluyó el gran éxito romántico "Sin compromiso". Para este trabajo, el vocalista cambió de acompañante vocal, apareciendo junto a Sammy "El Rolo" González en sustitución de Chamaco Ramírez. Poco después se publicaron Cueros, salsa y sentimiento (1972), Secuestro (1973) y Juntos de nuevo (1974), este último grabado de nuevo junto a la orquesta con Chamaco Ramírez. Pese a la popularidad alcanzada con la agrupación salsera en esos años, Paquito decidió abandonar el colectivo tras grabar Planté bandera en 1975.

### Última etapa
Durante la segunda mitad de la década de los 70, Paquito Guzmán grabó varios discos en solitario, entre los que se encuentran Paquito Guzmán, Escucha mi canción y Mintiendo se gana más. Trabajaría a lado de Tommy Olivencia hasta 1985, ya que después se lanzaría como solista con trabajos como Champán y ron: las mejores baladas de salsa, de 1986, que hasta hoy es considerado un álbum pionero de la salsa romántica, Tu Amante Romántico de 1988, Aquí conmigo de 1989 y El mismo romántico de 1990 con éxitos como "Cinco noches", "25 rosas", "Y es que llegaste tú", "Qué voy a hacer sin ti" y el hit "Ser amantes". Desde los años 90 Paquito ha grabado algunos álbumes de estudio más, incluyendo notables colaboraciones, tales como Romanticole (2002), con Juan Manuel Lebrón. Continuó realizando de manera esporádica actuaciones en directo en su Puerto Rico natal.

### Fallecimiento
El 9 de diciembre de 2021, La familia de la leyenda de la salsa, Frank Guzmán Géigel, conocido en la industria de la música como Paquito Guzmán, informa su deceso en la mañana a los 82 años de edad. El deceso se produjo rodeado del amor de su familia y en compañía de su esposa Carmen y sus hijos, el intérprete falleció en su hogar en Toa Baja, Puerto Rico tras una larga batalla contra el cáncer.

## Discografía

### Álbumes
- Paquito Guzmán (1972)
- Escucha Mi Canción (1975)
- Mintiendo Se Gana Más (1977)
- Peligro (1978)
- Dedicado a... Esa Mujer (1980)
- Con Cheito González en el Recuerdo (1980)
- El Gran Señor (1981)
- El Caballero de la Salsa (1983)
- Con Trio (1985)
- Las Mejores Baladas en Salsa (1986)
- Tu Amante Romántico (1987)
- Aquí Conmigo (1989)
- El Mismo Romántico (1990)
- Todo Bolero (1990)
- Directo al Corazón (2000)
- Romanticole (2002)

### Recopilatorios
- Éxitos (1988)
- Éxitos (1990)
- Platino (1994)
- Antología Tropical (1996)
- Serie Millennium 21 (1999)
- Serie Sensacional: La Sensación de Paquito Guzmán (2000)
- Oro Salsero: 20 Éxitos (2003)
- Pura Salsa (2006)
- The Greatest Salsa Ever (2008)
- Salsa Legends: Paquito Guzmán (2015)